# Mündershausen
Mündershausen ist ein Stadtteil von Rotenburg an der Fulda im osthessischen Landkreis Hersfeld-Rotenburg.

## Geographie
Rotenburg an der Fulda liegt nördlich des Dorfes. Durch Mündershausen führt die Landesstraße 3336.

## Geschichte

### Ortsgeschichte
Die älteste bekannte schriftliche Erwähnung von Mündershausen erfolgte unter dem Namen Munderichishusen im Jahr 1322.
Bis 1432 war die Gerichtsbarkeit über Mündershausen im Besitz derer von Röhrenfurt und dann gehörte sie bis 1822 den Freiherren zu Riedesel.

### Hessische Gebietsreform (1970–1977)
Zum 31. Dezember 1971 wurde, im Zuge der Gebietsreform in Hessen, die bis dahin selbständige Gemeinde Mündershausen auf freiwilliger Basis in die Stadt Rotenburg an der Fulda eingegliedert. Für Mündershausen, wie für die übrigen Stadtteile von Rotenburg an der Fulda, wurde ein Ortsbezirk eingerichtet.

### Verwaltungsgeschichte im Überblick
Die folgende Liste zeigt die Staaten und Verwaltungseinheiten, denen Mündershausen angehört(e):
- vor 1567: Heiliges Römisches Reich, Landgrafschaft Hessen
- ab 1567: Heiliges Römisches Reich, Landgrafschaft Hessen-Kassel
  - 1627–1834: Landgrafschaft Hessen-Rotenburg (sogenannte Rotenburger Quart), teilsouveränes Fürstentum unter reichsrechtlicher Oberhoheit der Landgrafschaft Hessen-Kassel bzw. des Kurfürstentums Hessen
- 1787: Heiliges Römisches Reich, Landgrafschaft Hessen-Kassel, Niederhessen, Amt Rotenburg
- ab 1806: Landgrafschaft Hessen-Kassel, Niederhessen, Amt Rotenburg
- 1807–1813: Königreich Westphalen, Departement der Werra, Distrikt Hersfeld, Kanton Rotenburg
- ab 1815: Kurfürstentum Hessen, Niederhessen, Amt Rotenburg
- ab 1821: Kurfürstentum Hessen, Provinz Niederhessen, Kreis Rotenburg[7][Anm. 2]
- ab 1848: Kurfürstentum Hessen, Bezirk Hersfeld
- ab 1851: Kurfürstentum Hessen, Provinz Niederhessen, Kreis Rotenburg
- ab 1867: Königreich Preußen, Provinz Hessen-Nassau, Regierungsbezirk Kassel, Kreis Rotenburg
- ab 1871: Deutsches Reich, Königreich Preußen, Provinz Hessen-Nassau, Regierungsbezirk Kassel, Kreis Rotenburg
- ab 1918: Deutsches Reich, Freistaat Preußen, Provinz Hessen-Nassau, Regierungsbezirk Kassel, Kreis Rotenburg
- ab 1944: Deutsches Reich, Freistaat Preußen, Provinz Kurhessen, Landkreis Rotenburg
- ab 1945: Deutsches Reich, Amerikanische Besatzungszone, Groß-Hessen, Regierungsbezirk Kassel, Landkreis Rotenburg
- ab 1946: Deutsches Reich, Amerikanische Besatzungszone, Hessen, Regierungsbezirk Kassel, Landkreis Rotenburg
- ab 1949: Bundesrepublik Deutschland, Hessen, Regierungsbezirk Kassel, Landkreis Rotenburg
- ab 1972: Bundesrepublik Deutschland, Hessen, Regierungsbezirk Kassel, Landkreis Hersfeld-Rotenburg, Stadt Rotenburg an der Fulda

### Bevölkerung
Einwohnerstruktur 2011
Nach den Erhebungen des Zensus 2011 lebten am Stichtag dem 9. Mai 2011 in Mündershausen 96 Einwohner. Darunter waren 3 (3,1 %) Ausländer.
Nach dem Lebensalter waren 12 Einwohner unter 18 Jahren, 36 zwischen 18 und 49, 27 zwischen 50 und 64 und 21 Einwohner waren älter. Die Einwohner lebten in 45 Haushalten. Davon waren 12 Singlehaushalte, 18 Paare ohne Kinder und 12 Paare mit Kindern, sowie 3 Alleinerziehende und keine Wohngemeinschaften. In 9 Haushalten lebten ausschließlich Senioren und in 30 Haushaltungen leben keine Senioren.
Einwohnerentwicklung
| Mündershausen: Einwohnerzahlen von 1834 bis 2011 | Mündershausen: Einwohnerzahlen von 1834 bis 2011 | Mündershausen: Einwohnerzahlen von 1834 bis 2011 | Mündershausen: Einwohnerzahlen von 1834 bis 2011 | Mündershausen: Einwohnerzahlen von 1834 bis 2011 |
| --- | ------------------------------------------------ | ------------------------------------------------ | ------------------------------------------------ | ------------------------------------------------ |
| Jahr |                                                  |                                                  |                                                  | Einwohner                                        |
| 1834 | 1834                                             |                                                  | 131                                              | 131                                              |
| 1840 | 1840                                             |                                                  | 142                                              | 142                                              |
| 1846 | 1846                                             |                                                  | 138                                              | 138                                              |
| 1852 | 1852                                             |                                                  | 137                                              | 137                                              |
| 1858 | 1858                                             |                                                  | 133                                              | 133                                              |
| 1864 | 1864                                             |                                                  | 143                                              | 143                                              |
| 1871 | 1871                                             |                                                  | 113                                              | 113                                              |
| 1875 | 1875                                             |                                                  | 127                                              | 127                                              |
| 1885 | 1885                                             |                                                  | 108                                              | 108                                              |
| 1895 | 1895                                             |                                                  | 106                                              | 106                                              |
| 1905 | 1905                                             |                                                  | 125                                              | 125                                              |
| 1910 | 1910                                             |                                                  | 133                                              | 133                                              |
| 1925 | 1925                                             |                                                  | 140                                              | 140                                              |
| 1939 | 1939                                             |                                                  | 104                                              | 104                                              |
| 1946 | 1946                                             |                                                  | 132                                              | 132                                              |
| 1950 | 1950                                             |                                                  | 124                                              | 124                                              |
| 1956 | 1956                                             |                                                  | 124                                              | 124                                              |
| 1961 | 1961                                             |                                                  | 121                                              | 121                                              |
| 1967 | 1967                                             |                                                  | 127                                              | 127                                              |
| 1970 | 1970                                             |                                                  | 120                                              | 120                                              |
| 1980 | 1980                                             |                                                  | ?                                                | ?                                                |
| 1990 | 1990                                             |                                                  | ?                                                | ?                                                |
| 2001 | 2001                                             |                                                  | 99                                               | 99                                               |
| 2011 | 2011                                             |                                                  | 96                                               | 96                                               |
| Datenquelle: Historisches Gemeindeverzeichnis für Hessen: Die Bevölkerung der Gemeinden 1834 bis 1967. Wiesbaden: Hessisches Statistisches Landesamt, 1968. Weitere Quellen: LAGIS; Zensus 2011 |                                                  |                                                  |                                                  |                                                  |

Historische Religionszugehörigkeit
| • 1885: | 108 evangelische (= 100 %) Einwohner                             |
| • 1961: | 115 evangelische (= 95,04 %), 4 katholische (= 6,96 %) Einwohner |

## Politik
Für den Stadtteil Mündershausen besteht ein Ortsbezirk mit Ortsbeirat und Ortsvorsteher nach der Hessischen Gemeindeordnung. Er umfasst das Gebiet der ehemaligen Gemeinde Mündershausen.
Der Ortsbeirat besteht aus fünf Mitgliedern. Bei den Kommunalwahlen in Hessen 2021 betrug die Wahlbeteiligung zum Ortsbeirat 67,61 %. Alle Kandidaten gehörten der „Wählergemeinschaft Mündershausen“ an. Der Ortsbeirat wählte Dieter Möller zum Ortsvorsteher.

## Infrastruktur
Im Ort gibt es ein Dorfgemeinschaftshaus.
Für die unter Denkmalschutz stehenden Kulturdenkmale des Ortes siehe die Liste der Kulturdenkmäler in Mündershausen.